# Kotosh
Kotosh es un sitio arqueológico ubicado en el distrito, provincia y departamento de Huánuco, en el Perú. Se compone de una serie de edificios superpuestos con 6 periodos de ocupación continua que datan desde el Arcaico Tardío hasta el Intermedio Temprano. El más famoso de sus recintos, que se encuentra expuesto actualmente al público, es el Templo de las Manos Cruzadas, llamado así por tener dos altorrelieves en barro en forma de sendos brazos cruzados, cuya antigüedad se remonta al 1800 a. C. (fase Kotosh-Mito). Entre los investigadores y arqueólogos que han estudiado este sitio arqueológico se encuentran Javier Pulgar Vidal, Julio César Tello y Seiichi Izumi (este último fue el descubridor del Templo de las Manos Cruzadas).

## Ubicación
Se halla en Kotosh, una pequeña pampa situada a 4 km al oeste de la ciudad de Huánuco y sobre el margen derecho del río Higueras.

### Antigüedad
La antigüedad asignada a este templo o recinto sagrado alcanza a más de 1800 a. C. en pleno precerámico o arcaico tardío; se dijo en su momento que era el primer ejemplo de arquitectura religiosa, no solo del Perú, sino de toda América. Además, se puede decir que este monumento representa la unión de los antiguos pobladores

## Excavaciones

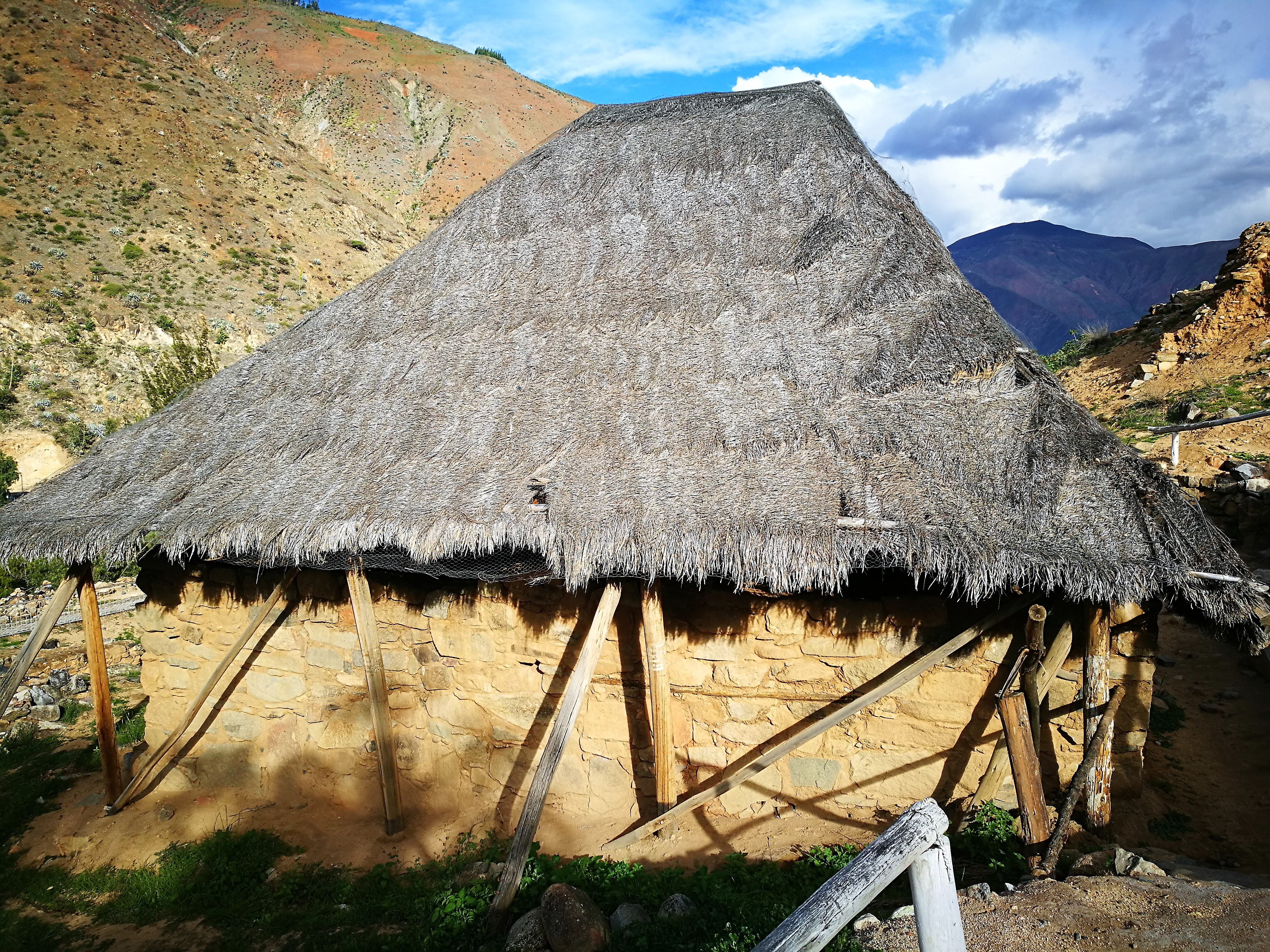
Vista parcial del Templo de las Manos Cruzadas.

Durante el Virreinato del Perú, Kotosh fue conocido como una huaca prehispánica, siendo expoliada por los buscadores de tesoros. Hasta antes de ser redescubierta en la década de 1930 tenía la apariencia de un promontorio natural. En 1934 Javier Pulgar Vidal identificó en la zona fragmentos de cerámica pre-inca. Al año siguiente fue visitada por el célebre arqueólogo Julio César Tello quien lo consideró un yacimiento arqueológico de mucha importancia. Tello dedujo que la cerámica de Kotosh estaba emparentada con la alfarería chavín, lo que abonaba a favor de su hipótesis de la llegada del hombre de la selva a la sierra. Kotosh, de acuerdo a este planteamiento, habría sido un eslabón importante en el surgimiento de la civilización peruana, cuya cultura matriz fue Chavín.
Tras la muerte de Tello, no hubo más investigaciones en la zona, hasta que en 1960 la Universidad de Tokio envió una expedición al mandó del profesor Seiichi Izumi, conformada por el arqueólogo Toshinico Sono, el antropólogo Kazuo Terada y otros especialistas. El equipo removió escombros en Kotosh, hasta encontrar los restos de una antiquísima construcción del precerámico, al que llamaron el Templo de las Manos Cruzadas, debido a que, en dos de sus paredes, en la parte inferior, descubrieron relieves de barro modelado en forma de brazos cruzados, de significado misterioso, aunque aparentemente de connotación religiosa.
Tras un paréntesis, en 1963 retornó Izumi al Perú, trayendo consigo un equipo de especialistas mayor que el de 1960, con el propósito de dilucidar definitivamente el misterio del Templo. Los arqueólogos desenterraron totalmente el templo de las Manos Cruzadas, confirmando que era del precerámico, al no hallarse vestigios de alfarería (hacia 1800 a. C.). Los restos de cerámica recién se hallan en la siguiente estructura superpuesta, llamada el Templo de los Nichitos. Asimismo, se estableció para la cerámica de Kotosh una larga secuencia, que llega hasta el Intermedio Temprano.

## Periodos
Kotosh pasó por las siguientes fases, de acuerdo al desarrollo de su cerámica:
- Kotosh Mito (Arcaico Tardío - Formativo Inferior). Precerámico (sin cerámica).
- Kotosh Wairajirca (Formativo Inferior - Formativo Medio) Fechado hacia 1850 a. C., su cerámica es de tipo gris, con figuras incisas y coloreadas después de la cocción, en rojo, blanco y amarillo.
- Kotosh Kotosh (Formativo Medio) Fechado hacia 1000 a. C. asociada al cultivo del maíz. Cerámica grabada, esgrafiada y con "asa estribo".
- Kotosh Chavín (Formativo Superior) Cerámica de estilo chavín.
- Kotosh Sajarapatac  y San Blas (Intermedio Temprano). Cerámica pintada de blanco sobre pasta roja.
- Kotosh Higueras (Intermedio Temprano)

## Descripción
Kotosh está conformado por una serie de edificios construidos de piedra canteada con barro, de plantas cuadrangulares y sobre plataformas rellenadas con tierra de cantos rodados, piedras canteadas y barro. Estos recintos son relativamente pequeños, de entre 4 y 6 m de largo, aunque también hay de más de 10 m de largo. Todos carecen de ventanas y probablemente tenían techos planos. En el interior de cada recinto se aprecia un piso cuadrangular que consta de dos niveles: uno más bajo, en forma de piso hundido, rodeado por otro nivel más alto a modo de banqueta. El nivel bajo contiene al centro un pequeño pozo que servía de fogón, conectado a un pequeño conducto subterráneo de ventilación. Las paredes internas (y a veces las del piso hundido) tienen nichos de diversos tamaños, y en algunos casos pinturas sencillas o relieves en forma de brazos cruzados, como es el caso del Templo de las Manos Cruzadas.

### Tradición Kotosh o Mito
Esa tendencia de hacer estructuras ceremoniales en forma de piso hundido con un fogón al medio (donde seguramente se quemaban las ofrendas) ha sido denominada Tradición Religiosa Kotosh, Tradición Mito o Tradición de los Altares del Fuego Sagrado. Sin embargo, hay ejemplos más antiguos, como los hallados en La Galgada (Pallasca, Áncash) de hace 2380 a. C. y Huaricoto (Marcará, Áncash), con una antigüedad de 2796 a. C. Se han hallado también vestigios en Tantamayo (Huanuco), en Caral (Supe) y en Huacaloma (Cajamarca), por lo que debió ser una tradición muy extendida en los Andes norcentrales del Perú, desde la Costa hasta la ceja de Selva.

## El Templo de las Manos Cruzadas

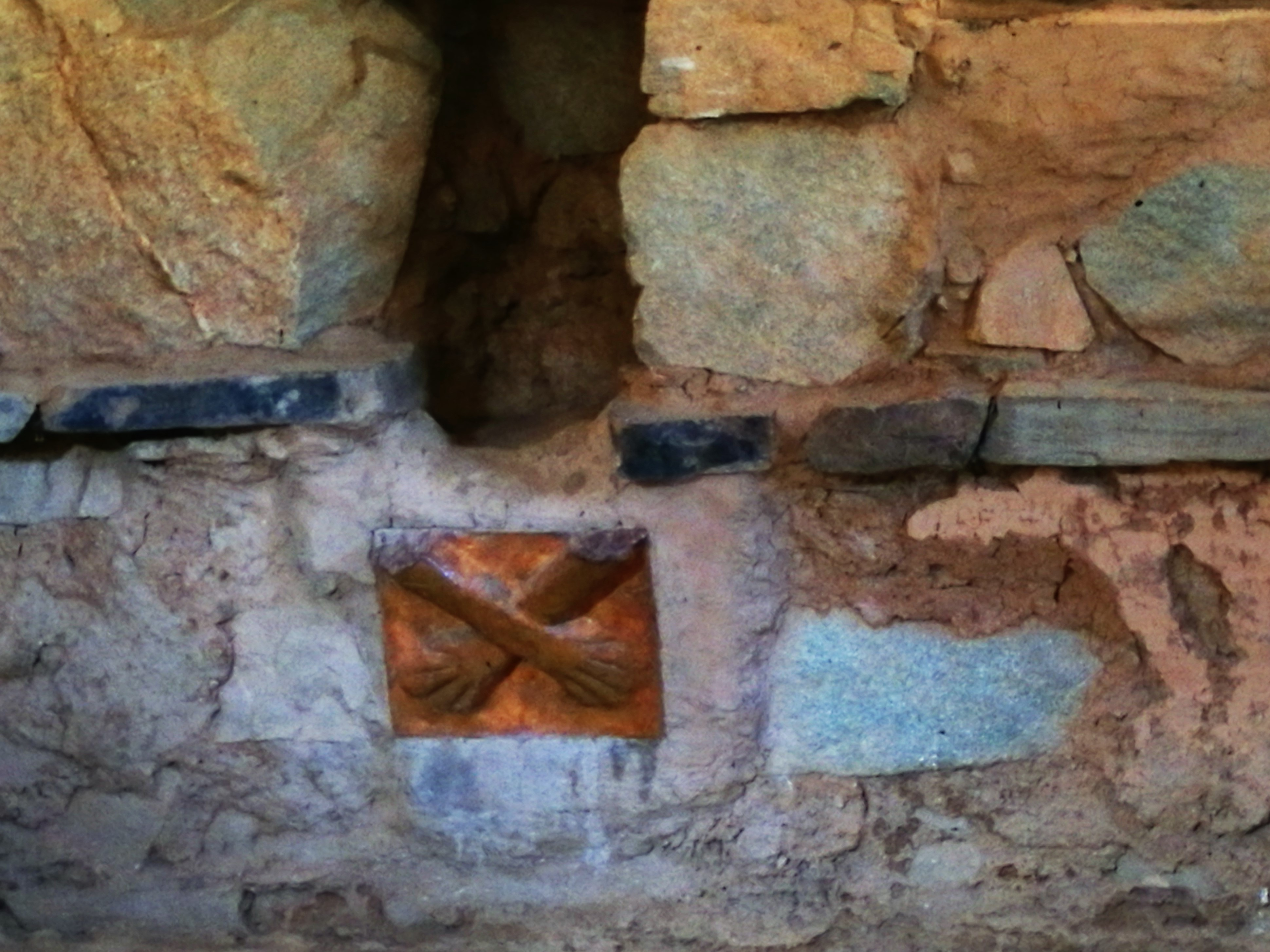
Las Manos Cruzadas en el Templo de dicho nombre.

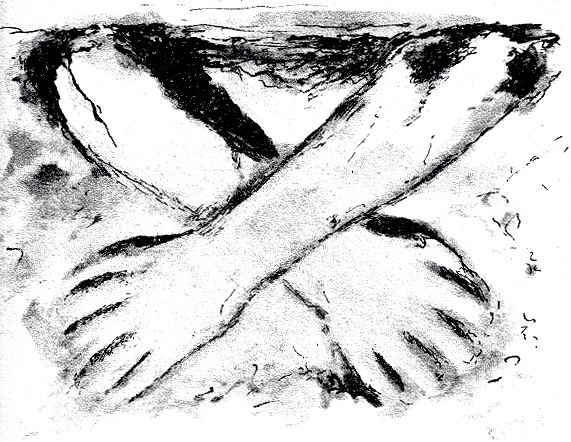
Representación de unas manos cruzadas, modelada en terracota, hallada en Kotosh.

Como ya se anotó, el Templo de las Manos Cruzadas es el más célebre de los recintos ceremoniales hallados en Kotosh. Tiene forma rectangular y mide 9.5 m de largo por 9.3 m de ancho. Se ingresaba por una portada de 2.15 metros de alto.
Sus muros, de 2.4 a 2.8 m, fueron enlucidos con una fina capa de barro color blanco-crema y engalanados con nichos y hornacinas grandes de forma trapezoidal. Debajo de dos de estos nichos se descubrieron las famosas manos cruzadas modeladas en terracota, que los arqueólogos tuvieron sumo cuidado de no dañarlo. El significado de esta representación es un misterio. Los investigadores japoneses dijeron que podía significar amistad, acercamiento, bondad. Otros estudiosos opinan que las manos fueron el elemento fundamental en el templo, pieza básica de un rito de la que sería la primera gran religión americana. Es más bien probable que el relieve pudiera ser parte de una efigie mayor, que ya no se conserva.
Como todos los templos de su tradición, el piso está dividido en dos niveles con un fogón central en el nivel inferior y un conducto de ventilación subterráneo, por donde salían los humos, hacia el exterior.
En una expedición de la Universidad de Tokio, al mando del japonés Seichi Izumi en el año 1960 se encontró el templo de las Manos Cruzadas, que sería considerado la primera escultura mágico-religioso.